# Ständerbauweise
Die Ständer-, Geschoss- oder Gefügebauweise ist eine Form des Fachwerkbaus, bei der gebäudehohe Ständer das tragende System eines Gebäudes bilden, indem sie durchgehend von der Schwelle bis zum Dach reichen und die Seitenwände von einem oder mehreren Geschossen bilden. Im Gegensatz zur neueren Stockwerkbauweise ist die Position der Ständer also auf allen Geschossen gleich, wodurch weniger Variationen in der Fassaden- und Grundrissgestaltung möglich sind.
Die Deckenbalken werden zwischen zwei gegenüberstehenden Ständern „eingeschlossen“, das heißt an beiden Enden in die Ständer eingezapft oder mit diesen überblattet.
Teilweise liefen auch die Riegel über die Wandbreite durch und wurden mit den Ständern überblattet.
Zusammen mit dem Stockwerkbau, dem Blockbau und den neueren Varianten Rahmenbau, Skelettbau und Tafelbau, zählt der Ständerbau zu den grundlegenden Holzbausystemen. Die Konstruktion besteht traditionell aus Holz, kann jedoch auch aus Stahl hergestellt werden.
Firstständerbauten haben Pfettendächer mit Ständern, die bis zum First durchgehen (Firstsäulen).

## Geschichtliche Entwicklung

Varianten der Ständerbauweise des niederdeutschen Hallenhauses
I.: Zweiständerhaus
II.: Dreiständerhaus
III.: Vierständerhaus
a) tragende Ständer (Hauptständerwerk)
b) Ständerwerk Traufe
c) Hauptbalkenlage
d) Hiehle
e) Sparren
f) Auflanger
g) Aufschiebling

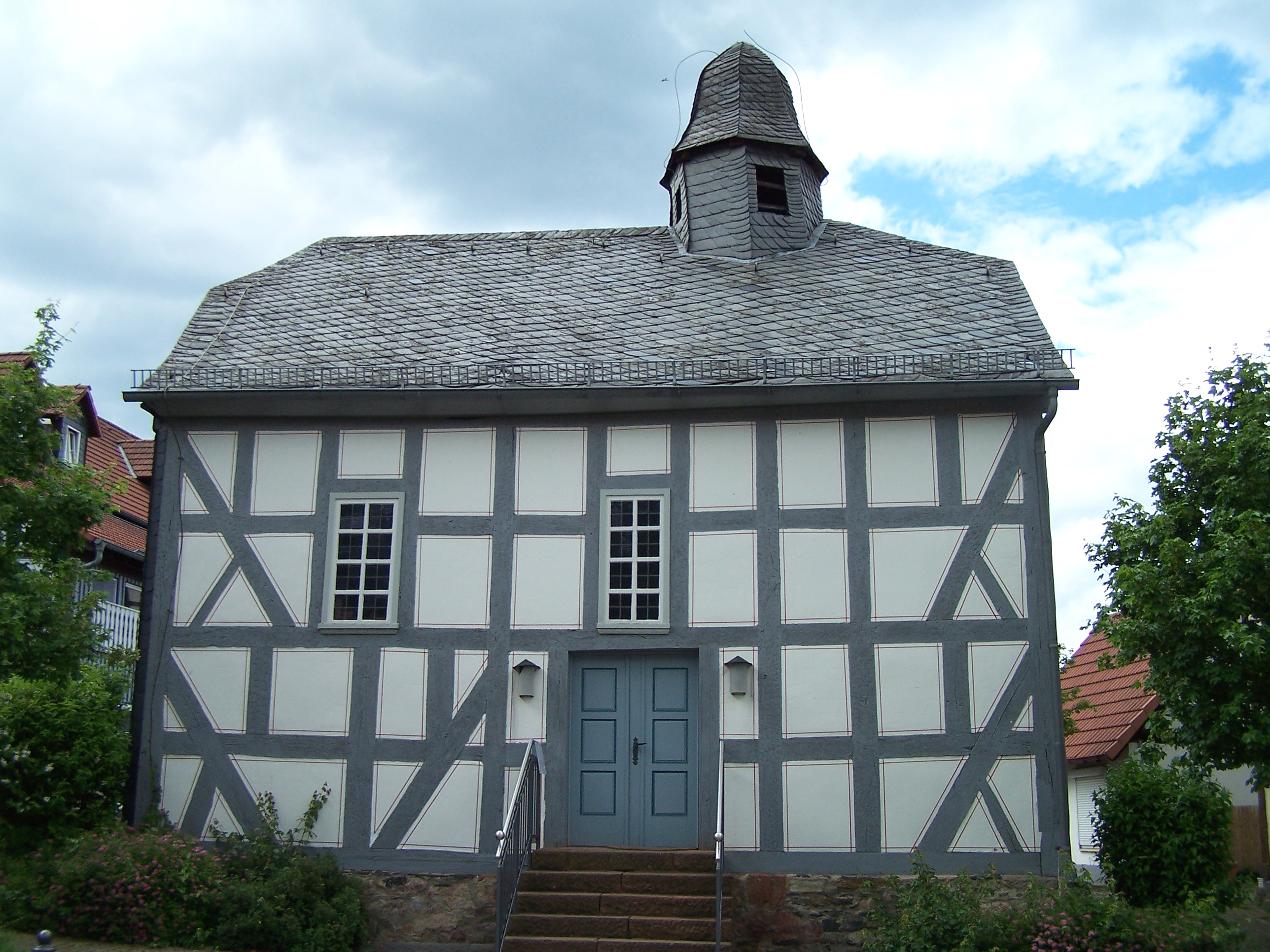
Fachwerkkirche in Ständerbauweise in Kernbach von 1687

Die Ständerbauweise entwickelte sich im 13. Jahrhundert aus der primitiveren Pfostenbauweise. Diese bereits seit der Jungsteinzeit bekannte Bauweise weist gegenüber der Ständerbauweise eine geringere Haltbarkeit auf, da die Pfosten in den Untergrund getrieben wurden und aus diesem Grund rasch abfaulten. Zudem war die Stabilität des statischen Systems der Pfostenhäuser aufgrund fehlender Aussteifung schlecht ausgeprägt. Diese Unzulänglichkeiten wurden durch die Ständerbauweise behoben.
Aufgrund der besseren statischen Voraussetzungen ermöglichte die Ständerbauweise im Mittelalter die Errichtung mehrerer Stockwerke bzw. Geschosse. Daher wird die Ständerbauweise auch als Geschossbauweise bezeichnet. Die von der Schwelle bis zum Dachgebälk durchlaufenden Ständer tragen die gesamten Lasten über mehrere Stockwerke ab. Gebäude mit mehreren Stockwerken wurden daraufhin als Langständerbau bezeichnet. Die auf einem gemauerten Sockel errichteten Ständer waren durch waagrechte Balken, die so genannten Ankerbalken, miteinander verbunden. Die Ankerbalken dienten gleichzeitig als Auflage für die Deckenkonstruktion der einzelnen Geschosse. Als Versteifung dienten Schwertungen, diagonal über mehrere Geschosse verlaufende Verstrebungen, die von Ständer zu Ständer reichen. Bekannte Gebäudetypen, die in Ständerbauweise errichtet wurden, sind die niederdeutschen Hallenhäuser, aber auch andere Typen von Wohnstallhäusern, insbesondere der nordfriesische Haubarg, der Sturmböen und Überflutungen standhalten musste. Je nach Anzahl der Ständer wurden sie als Zwei-, Drei- oder Vierständerbau bezeichnet. Allen gemeinsam ist das Sparrendach. Ein anderer regional typischer Bautyp ist der Ständerbohlenbau oder Bohlenständerbau im süddeutschen und Schweizer Raum.
Die Ständerbauweise in diesem Sinne war die ursprüngliche, im Mittelalter gebräuchliche Fachwerkbauweise. Sie wurde Ende des Mittelalters (ab dem 16. Jahrhundert), vor allem im alemannischen Fachwerk, durch die Stockwerkbauweise abgelöst. Bei ihr werden Ständer verwendet, die nur die Höhe eines Stockwerkes besitzen. Diese Konstruktion wird als Stockwerkbau bezeichnet, da die auf der Schwelle stehenden Ständer oben mit einem Rähm abgeschlossen werden. In anderen Regionen, beispielsweise im fränkischen Fachwerk, hielt sich die Ständerbauweise allerdings bis ins neunzehnte Jahrhundert.

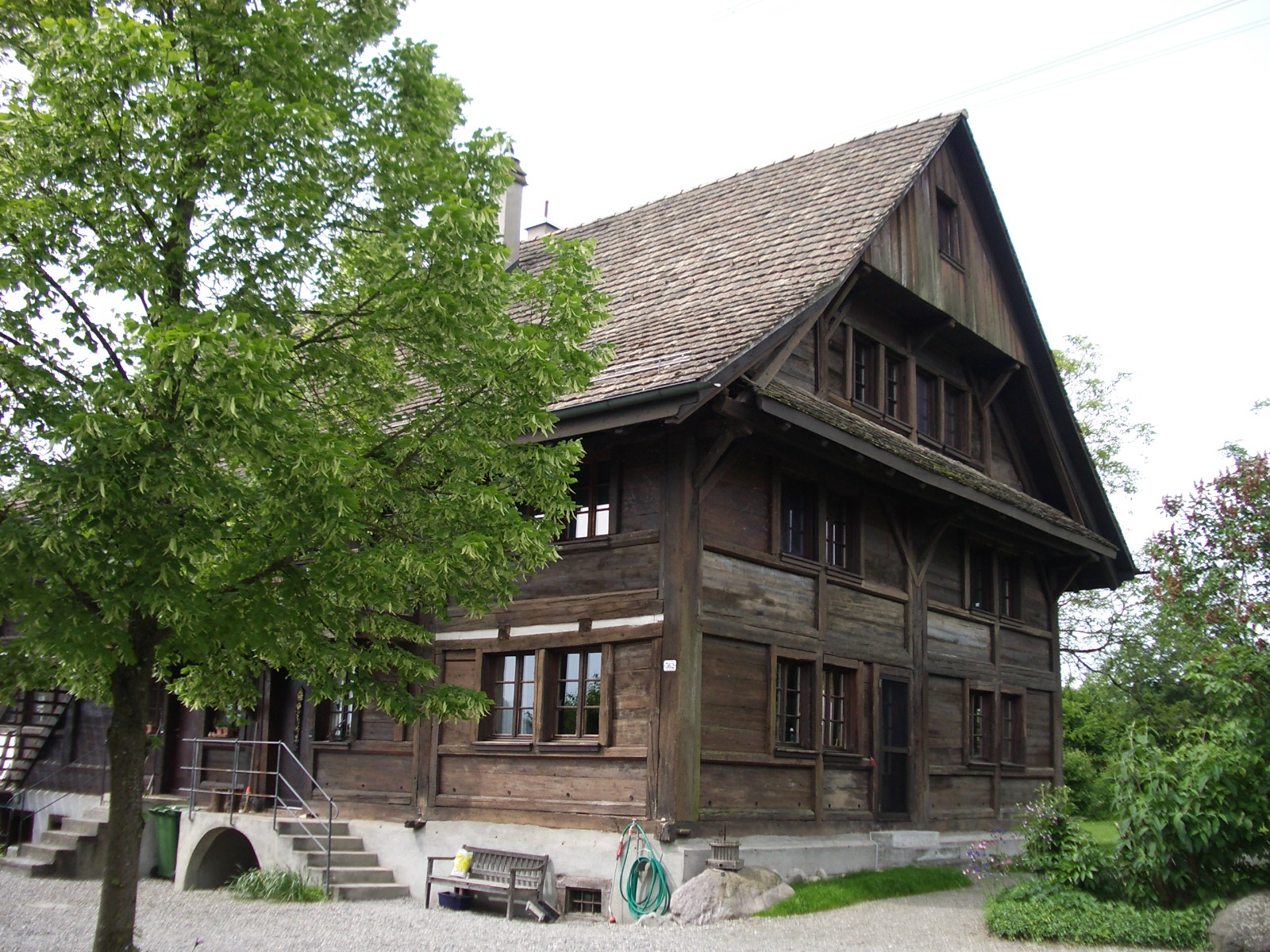
Bohlenständerhaus in Hedingen

## Verbreitung

### Schweiz
Im Spätmittelalter herrschten drei verschiedene Bautypen vor. Von Norden her reichte die Fachwerkbauweise bis in den Raum Winterthur. Im Schweizer Mittelland dominierte die Ständerbauweise, in den Voralpen und Alpen der Blockbau. Im Ständerbaugebiet gab es im Flachland die strohgedeckten Steildächer und in den Voralpen die schindelgedeckten, flachgiebeligen Tätschdächer. Die großen Städte bildeten die Ausnahme, da sie wegen der Brandgefahr bereits im 15. Jh. vorwiegend Steinbauten mit Ziegeldächern besaßen.

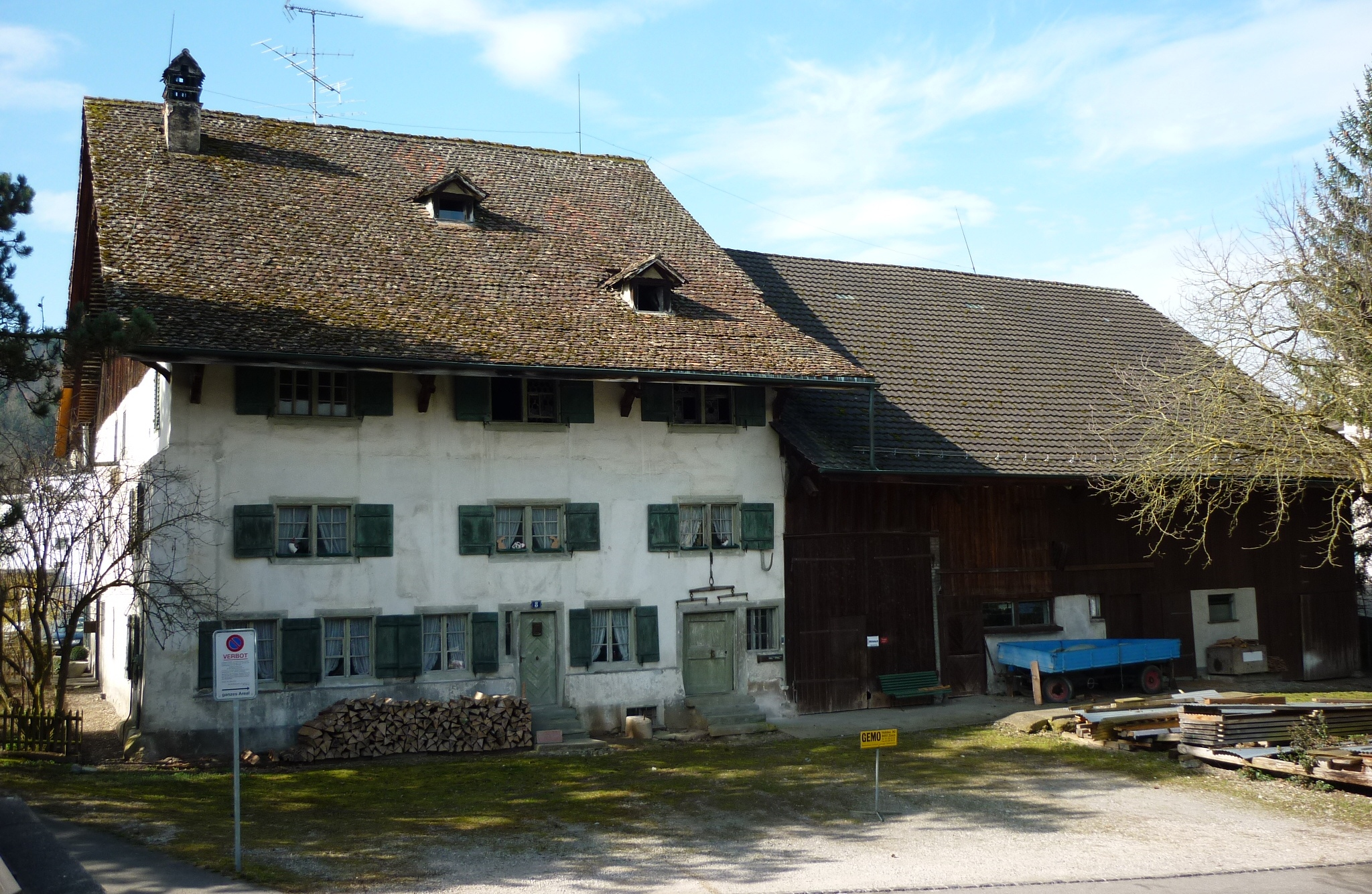
Mehrreihenständerbau Kehlhof Schwamendingen mit 7 Jochen, 1555–57 erbaut

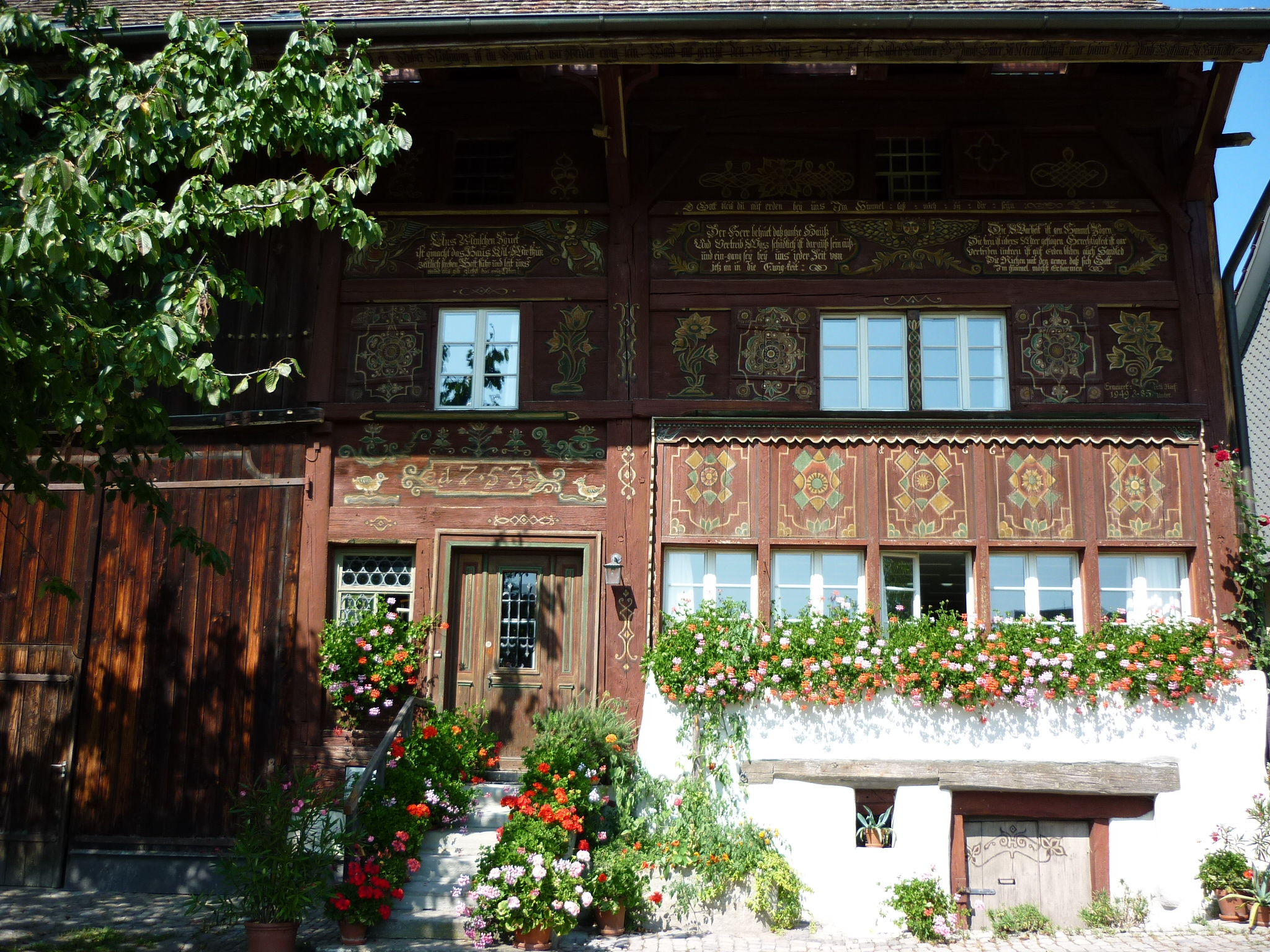
Jakob Gujer Geburtshaus, Wertmatswil ZH: Mehrreihenständerbau von 1660

## Mehrreihenständerbau
Beim Mehrreihenständerbau, der sich ab dem 16. Jahrhundert entwickelte, wurde die zum Dachbalken (Firstpfette) führende Mittelständerreihe (Hochstud) durch zwei innere Hochständerreihen ersetzt, die von der Schwelle bis zur Mittelpfette reichten. Im gleichen Zeitraum wurden die Schindel- und Strohdächer durch das steile Ziegeldach ersetzt. Mit diesem speziellen Bautyp konnten breitere und größere Gebäude errichtet und die Raumteilung (Grundriss) von zwei auf drei Räume (Stube, offene Herdstelle, Kammer) erhöht werden. Dieser Grundrissstandard hielt sich bis weit ins 19. Jahrhundert hinein. Die symmetrische Anordnung der inneren Ständerreihen führte dazu, dass Stube und Kammer die gleiche Raumbreite aufwiesen. Der mittlere Raum konnte durch den Abstand der beiden Innenständer variiert werden. In Längsrichtung konnte das Gerüstsystem flexibler gestaltet werden. Die länglichen, durch Gebinde abgegrenzten Raumgevierte wurden Joche genannt. Das kleinstmögliche Mehrreihenständerhaus umfasste vier Gebinde mit drei Jochen, in denen Wohnteil, Tenn (immer in der Mitte) und Stall untergebracht wurden. Bei Bedarf konnten zusätzliche Joche angebaut werden.

## Bohlenständerbau und Blockständerbau
Der Bohlenständerbau ist eine Wandbauweise, bei der waagrechte Bretter oder Bohlen zwischen die tragenden, lotrechten und mit einer Nut versehenen Ständer oder Stiele eingefügt werden.
Beim Blockständerbau werden als Wandausfachung 10–12 cm dicke Blockhölzer nahezu bündig oder bündig eingelassen. Damit erreicht die Wandfüllung im Gegensatz zum Bohlenständerbau annähernd die Stärke der Ständer.
Die im Mittelalter sehr verbreiteten Bohlenständerhäuser waren billiger als Steinhäuser; sie konnten auch demontiert und an einem anderen Ort wieder aufgebaut werden. Als nachteilig erwies sich die erhöhte Brandgefahr, die von diesen Bauten ausging. Das abgebildete Bohlenständerhaus in Hedingen wurde im Jahre 1983 an seinem bisherigen Standort in einem Industriegebiet zerlegt, jeder Balken nummeriert, umgezogen und in einem Weiler neben einem Zeitgenossen, einem Blockständerbau aus dem Jahre 1804, wieder aufgebaut.

## Moderne Ständerbauweise
In Mitteleuropa ist mit Beginn der Industrialisierung die herkömmliche Ständer- und Stockwerkbauweise der Fachwerkhäuser praktisch zum Erliegen gekommen und hauptsächlich durch die Massivbauweise ersetzt worden. Erst mit dem Aufkeimen der Fertighausindustrie sowie der Einführung plattenartiger Wandbaustoffe (Gipskarton- und Spanplatten) erfolgte eine Renaissance der Holzbauweise in Form des Holzrahmenbaues. Umgangssprachlich wird der moderne Holzrahmenbau manchmal ungenau als Holzständerbauweise bezeichnet, obwohl diese Bauweise in der Regel eher mit der spätmittelalterlichen Stockwerkbauweise vergleichbar ist, als mit der ursprünglichen Holzständerbauweise, deren Ständer über mehrere Geschosse durchlaufen.
In Nordamerika ist seit jeher die Holzbauweise im Wohnungsbau von großer Bedeutung. Die lange vorherrschende Bauweise, das Balloon Framing, ist eine Ständerbauweise im klassischen Sinn. Doch seit etwa Mitte des letzten Jahrhunderts verdrängte die Holzbauweise des Platform Framing – eine moderne Art der Stockwerkbauweise – fast vollständig die ehemalige Ständerbauweise.

### Ständerkonstruktionen im Innenausbau und Fassadenbau
Nicht-tragende, sogenannte leichte Trennwände werden heute beim Ausbau von Gebäuden überwiegend in Form von Ständerkonstruktionen aus Holzlatten oder Blechprofilen hergestellt.
Die schlanken Ständer im Verbund mit der aufgebrachten Beplankung sind hierbei das bestimmende konstruktive Element. Die horizontalen Schwellen- sowie die oberen Abschlussprofile vereinfachen lediglich die Befestigung von Ständern und Beplankung sowie die Verankerung im Baukörper.
Da leichte Trennwände keine Auflasten abtragen müssen, haben die eingesetzten Ständer einen wesentlich geringeren Querschnitt, als bei den tragenden Wänden im Rahmen- und Ständerbau üblich. Im Fassadenbau werden Ständerkonstruktionen, die lediglich sich selber tragen, auch als Pfosten-Riegel-Konstruktionen bezeichnet.
Trennwände werden meist mit Gipskarton- oder Holzwerkstoff-Platten oder seltener mit Paneelen oder Profil-Brettern beplankt. Das Ständerwerk von mit Gipskarton-Platten beplankten Leichtbauwänden besteht oft aus Metall-Profilen. Im Vergleich zu Konstruktionen aus Mauerwerk oder Beton spricht man hier von Trockenbau- oder Montage-Wänden, weil sie trocken montiert werden können, ohne mit Wasser angemischten Mörtel oder Beton verwenden zu müssen.